# Baile da Rosa
O Baile da Rosa é um acontecimento social português e tem como objectivo distinguir a carreira de personalidades dos mais diversos quadrantes da sociedade portuguesa. Realiza-se em edifícios emblemáticos da cidade do Porto e é produzido por Daniel Martins.

## Galas realizadas

### 2008 -Museu do Carro Eléctricoa favor daAPAV[1]
Apresentação: Hélder Reis
HOMENAGEADOS:

Televisão: Fátima Lopes

Música: Anjos (Nélson Rosado e Sérgio Rosado) - comemoração dos 10 anos de carreira. 

Troféu entregue por Simone de Oliveira

Cultura: Filipe Lá Féria

### 2009 -Estação de São Bentoa favor do ESPAÇO T
Apresentação/animação: Armando Gama

HOMENAGEADOS:

Cultura: Diogo Infante, Troféu Homem T entregue por Raul Solnado (última aparição pública do actor)

Televisão: Luciana Abreu, entregue por Teresa Guilherme

Desporto: Aurora Cunha, entregue por Pôncio Monteiro

Jornalismo: Manuela Moura Guedes, entregue Jorge Oliveira (Presidente do Espaço T)

### 2010 - Quartel General de Stº Ovídeo (Praça da República) a favor da ABRAÇO
Apresentação: Eládio Clímaco

HOMENAGEADOS:

Televisão: Catarina Furtado, entregue por Emídio Rangel

Cultura: Fernanda Serrano, entregue por Margarida Martins (Presidente da Abraço)

Troféu Raúl Solnado: Anita Guerreiro, entregue por Renato Solnado (filho do actor)

### 2011 -Cadeia da Relação do Portoa favor daAMI
Apresentação/animação: Adelaide Ferreira

HOMENAGEADOS:

Cultura: Alexandra Lencastre, entregue por Márcia Breia

Música: Marco Paulo, entregue por Lili Caneças

Personalidade do Ano: Tony Carreira, entregue por Manuel Luís Goucha

### 2012 -Estação de São Bentoa favor da ACREDITAR[2]
Apresentação: Olga Cardoso

HOMENAGEADOS:

Jornalismo: Fátima Campos Ferreira, entregue por José Paulo Canelas (Director da TV7 Dias)

Cultura: António Sala, entregue por Olga Cardoso

Televisão: Cristina Ferreira, entregue por Manuel Luís Goucha

Personalidade do Ano: Ana Salazar (40 anos de carreira), entregue por Tó Romano.

### 2013 –Coliseu do Portoa favor da Associação Dos Amigos Do Coliseu Do Porto
Apresentação: Ana Maria Lucas e Francisco Mendes

HOMENAGEADOS:

Troféu Baile da rosa 2013, Televisão, 30 anos de carreira: Júlia Pinheiro, entregue por Júlio Isidro

Troféu Baile da Rosa 2013, Música, 50 anos de carreira: Carlos do Carmo, entregue por Pedro Abrunhosa

Troféu Baile da Rosa 2013, Cultura, 20 anos de carreira: Sofia Alves, entregue por Ruy de Carvalho

Troféu Baile da Rosa 2013, Negócios, 20 anos Douro Azul: Mário Ferreira

Troféu Baile da Rosa 2013, Sociedade: Helena Sacadura Cabral

O Baile da rosa 2013 realizou-se a 8 Junho no Coliseu do Porto, pela 1ª vez a maior sala de espectáculos da Invicta  foi o palco da cerimonia do ano que reuniu algumas das grandes personalidades portuguesas como 
Ruy de Carvalho , Júlio Isidro , Pedro Abrunhosa entre outros.

### 2014 –Casa da Música
Apresentação: Paulo Pires
HOMENAGEADOS:
Troféu Baile da Rosa 2014, Televisão, 20 anos de carreira: Bárbara Guimarães
Troféu Baile da Rosa 2014, Jornalismo, Judite de Sousa
Troféu Baile da Rosa 2014, Música, Paulo de Carvalho
Troféu Baile da Rosa 2014, Artes, Maria João Bastos
Personalidade do Ano: Manuel Luís Goucha (30 anos de carreira)

### 2015 –Casa da Música
Apresentação: Ricardo Carriço
HOMENAGEADOS:
Troféu Baile da Rosa 2015, Televisão, 25 anos de carreira: Teresa Guilherme
Troféu Baile da Rosa 2015, Jornalismo, José Alberto Carvalho
Troféu Baile da Rosa 2015, Música, Gisela João
Troféu Baile da Rosa 2015, Artes, Pedro Abrunhosa
Personalidade do Ano: Julio Isidro (55 anos de carreira)
2016 - Casa da Música
Apresentação: Cláudia Vieira 
HOMENAGEADOS:
Troféu Baile da Rosa 2016, Televisão, Daniel Oliveira 
Troféu Baile da Rosa 2016, Jornalismo, Sérgio figueiredo 
Troféu Baile da Rosa 2016, Música, Camané 
Troféu Baile da Rosa 2016, Negócios , Manuela Tavares de Sousa (CEO Imperial)
Personalidade do Ano: Alexandra Lencastre (30 anos de carreira)

### Baile da Rosa, Mónaco
O Baile da Rosa do Mónaco, considerado um dos eventos sociais mais importantes do Mónaco, celebra a chegada da Primavera, existe desde 1964 e reúne a alta sociedade do Principado. É presidido pela família Real do Mónaco, Os lucros das soirées apoiam fundações como a Fundação Princesa Grace.